# Stechow (Adelsgeschlecht)

Stammwappen derer von Stechow

Gemehrtes Wappen der Freiherren von Stechow

Stechow ist der Name eines alten märkischen Adelsgeschlechts mit dem gleichnamigen Stammhaus in Stechow im Westhavelland.

## Geschichte

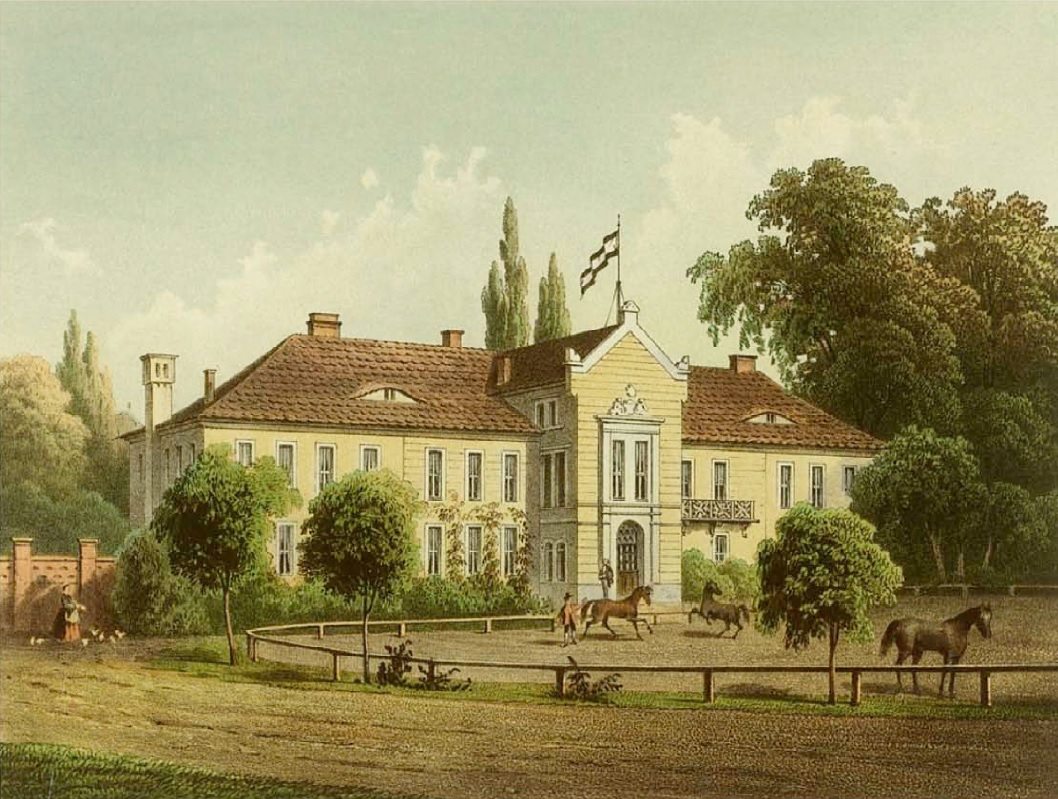
Rittergut Kotzen, Sammlung Alexander Duncker

Das Geschlecht erscheint erstmals mit latinisierten Namen in einer Urkunde des Kaisers Friedrich I. (Barbarossa) im Jahr 1181 mit den Gebrüdern Henricus, Wernerus und Gerardus de Stechowe. Sie waren auf Porstendorf bei Camburg an der Saale begütert. Nur Heinrich setzt die Linie fort.
Die Stechow sind ein ursprünglich edelfreies Geschlecht. Die Stammreihe beginnt 1298 mit dem Ritter Eckard de Stechow zu Rathenow. Genealogisch bilden sich der Stamm Stechow und der Stamm Kotzen, dieser mit zwei Linien, heraus.
Am 12. März 1703 wurde Christoph von Stechow in den Alten Böhmischen Herrenstand aufgenommen. Das 1737 von Franz Wolfgang Freiherr von Stechow erworbene Majorat Plawniowitz im Landkreis Gleiwitz (Oberschlesien), mit Ruda und Biskupitz, ging 1798 auf seinen Nachfahren, Graf Carl Franz von Ballestrem, über und legte mit seinen Bodenschätzen im 19. Jahrhundert den Grundstock für den Ballestrem-Konzern, eines der größten Bergbauunternehmen Oberschlesiens.
Die Familie tritt heute in drei Häusern auf: Haus Arnoldsmühle, Haus Fahrland und Haus Kotzen, wobei Schloss und Gut Kotzen seit dem 14. Jahrhundert bis zur Bodenreform in der sowjetisch besetzten Zone Deutschlands im Eigentum der Familie stand.
Alexander von Stechow (1938–2020) hat zusammen mit seiner Ehefrau Benita 1996 das Kotzen benachbarte Schloss Nennhausen erworben und saniert.

## Wappen
Das Stammwappen zeigt in Silber drei schwarze schräge Balken, die jeweils mit drei grünen Kleeblättern belegt sind. Auf dem Helm mit schwarz-silbernen Decken eine natürliche Meerkatze, die in der Rechten einen natürlichen Apfel emporhält.

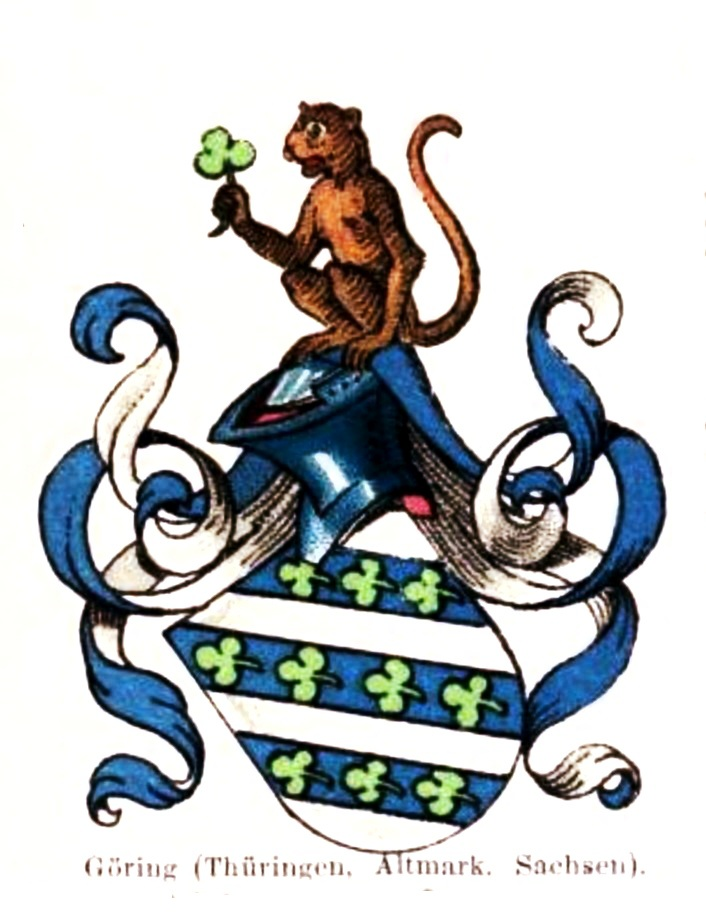
Wappen der Göring

Es besteht Wappenverwandtschaft zu den märkischen von Schlabrendorff und das Geschlecht Göring in der Altmark, in Thüringen und Sachsen führt ein sehr ähnliches Wappen.
Das gemehrte freiherrliche Wappen ist nach der Verleihungsurkunde vom 12. März 1703 geviert, 1 und 4 Stammwappen von Stechow, 2 und 3 Wappen Priort (in Blau zwei halbe, mit den Felgen gegeneinandergestellte goldene Räder). Zwei Helme; auf dem rechten Stechow, auf dem linken mit blau-goldenen Decken eine wachsende Jungfrau, in der Rechten das halbe goldene Rad haltend, die Linke in die Seite stemmend.

## Namensträger
- Dietrich von Stechow, als Dietrich IV. von 1459 bis 1472 Fürstbischof im Bistum Brandenburg
- Kaspar Heinrich von Stechow (1687–1746), preußischer Oberst und Chef des Garnisons-Regiments Nr. 6
- Friedrich Wilhelm von Stechow (1692–1771), preußischer Oberst und Generalintendant der Armee, Amtshauptmann in Spandau, Ritter des Ordens Pour le Mérite
- Christoph Ludwig von Stechow (1698–1772), preußischer Generalmajor, Chef des Dragoner-Regiments Nr. 9
- Johann Ferdinand von Stechow (1718–1778), preußischer Generalleutnant und Amtshauptmann zu Driesen, Kommandeur des Infanterie-Regiments von Stechow, Prälat des Domstifts zu Kolberg, Ritter des Ordens Pour le Mérite und des preußischen Schwarzen Adlerordens
- Franz Wolfgang Freiherr von Stechow (1684–1758), preußischer Landrat
- Friedrich Ludwig von Stechow (1771–1839), preußischer Oberst, Ritter des Pour le Mérite
- Ferdinand Friedrich von Stechow (1774–1854), Landrat des Kreises Löwenberg, Prälat des Domstifts Kolberg
- Hedwig von Bredow (1853–1932) geb. von Stechow, Reisende, bekannt als „Mutter Bredow“
- Johann Karl von Stechow (1902–1969), deutscher Botschafter
- Hans-Christian von Stechow (1937–2018), Oberst der Bundeswehr, Delegierter der Bundesrepublik Deutschland bei der OSZE
- Arnim von Stechow (* 1941), ordentlicher Professor für Allgemeine Sprachwissenschaft in Tübingen (1992–2006)
- Friedrich-Leopold von Stechow (* 1942), deutscher Unternehmer und Manager
- Andreas von Stechow (1943–2013), deutscher Diplomat
- Frederike von Stechow (1967–2009), deutsche Schauspielerin